# Serratacosa
Genre
Serratacosa est un genre d'araignées aranéomorphes de la famille des Lycosidae.

## Distribution
Les espèces de ce genre se rencontrent en Chine, en Inde et au Bhoutan.

## Liste des espèces
Selon World Spider Catalog (version 22.5, 18/08/2021) :
- Serratacosa himalayensis (Gravely, 1924)
- Serratacosa medogensis Wang, Peng & Zhang, 2021
- Serratacosa multidontata (Qu, Peng & Yin, 2010)

## Publication originale
- Wang, Peng & Zhang, 2021 : « Serratacosa, a new genus of Lycosidae (Araneae) from the southern slopes of the Eastern Himalayas. » European Journal of Taxonomy, no 762, p. 96-107 (texte intégral).